# Гіларі Бенн
Гіларі Джеймс Веджвуд Бенн (англ. Hilary James Wedgwood Benn; нар. 26 листопада 1953, Гаммерсміт, Лондон, Англія) — британський політик-лейборист. Він є членом Палати громад від виборчого округу Leeds Central з 1999 року, тіньовий Міністр у справах громад і місцевого самоврядування з 2011. З жовтня 2010 року Бенн є співкоординатором Лейбористської партії у нижній палаті парламенту.

## Життєпис
Його предки протягом трьох поколінь були членами Палати громад, а його батько, Тоні Бенн, працював міністром в урядах Гарольда Вільсона і Джеймса Каллагана. Він вивчав Росію та Східну Європу в Університеті Сассекса.
Під час навчання він познайомився зі своєю першою дружиною, Розалінд Ріті, на якій він одружився у 1973 році. Вона померла від раку у віці всього 26 років у 1979 році. У 1982 році він знову одружився з Саллі Христиною Кларк, з якою Бенн має чотирьох дітей. Як і його батько, він непитущий і вегетаріанець.
Він почав свою кар'єру як співробітник однієї з профспілок. У той же час він працював у місцевому лондонському уряді і двічі невдало балотувався до парламенту (1983, 1987). Після приходу лейбористів до влади у 1997 році, Бенн став спеціальним радником Девіда Бланкетта, тодішнього Міністра освіти та зайнятості. У 1999 році він взяв участь на довиборах у зв'язку зі смертю одного з депутатів, отримавши депутатський мандат.
У 2001 році він став парламентським заступником Міністра міжнародного розвитку, у 2002 обійняв цю посаду у Міністерстві внутрішніх справ, де був відповідальним за питання в'язниці і випробувального терміну. У 2003 році він повернувся до Міністерства міжнародного розвитку як державний міністр, а у жовтні того ж року став Міністром міжнародного розвитку і членом Таємної ради. 
У 2007 році Бенн був кандидатом у заступники лідера Лейбористської праці, але у кінцевому підсумку зайняв четверте місце. 28 червня 2007 новий прем'єр-міністр Гордон Браун доручив йому керівництво Міністерством охорони навколишнього середовища, продовольства і сільських справ. Бенн залишався на цій посаді до поразки лейбористів на парламентських виборах у 2010 році.